# Yaxuná
Yaxuná  è un sito archeologico messicano di epoca Maya.
Questo sito, relativamente piccolo, è localizzato a circa 20 km a sud di Chichén Itzá ed è stato uno dei principali centri maya nei bassopiani settentrionali durante il Periodo Preclassico.
Gli edifici più caratteristici sono due piramidi, la prima delle quali alta circa 11 m fu costruita tra il 600 a.C. ed il 400 a.C. durante il Periodo Preclassico medio; al tempo erano il complesso monumentale più imponente dei bassopiani settentrionali.
Chichén Itzá, il centro principale e più potente durante il Periodo Classico tardo, impose alla città la costruzione di un Sacbé lungo più di 100 km per collegarla sia a Chichen Itzá stessa che ad altri centri, in modo tale da rimarcare la sudditanza di questo piccolo centro.